# 白芒頭
白芒頭（印尼語：Samalantan）是印度尼西亞西加里曼丹省孟加影縣的一個鎮，位於該縣西部，東接雙溪勿洞鎮，南毗萬那縣上喃吧哇鎮，西連打拉鹿鎮，北鄰Lembah Bawang鎮。

## 行政區劃
白芒頭鎮現在轄7個村。
- Babane
- Bukit Serayan
- Marunsu
- 坳下村
- Sabau
- 白芒頭村
- Tumiang

## 醫療
白芒頭鎮有一座私立醫院位於坳下村的坳下畢士大綜合醫院。